# Notre-Dame de Lourdes
Pour l’article homonyme, voir Apparitions mariales de Lourdes.
Pour les articles homonymes, voir Notre-Dame et Notre-Dame-de-Lourdes.
Notre-Dame de Lourdes est le nom sous lequel les catholiques désignent la Vierge Marie telle qu'elle est apparue à Bernadette Soubirous en 1858 dans la grotte de Massabielle, à Lourdes, en France, dans le département des Hautes-Pyrénées. Ces apparitions mariales, reconnues officiellement par l'Église catholique, ont entrainé une dévotion à la Vierge Marie sous l'appellation « de Lourdes ». Plusieurs églises et sanctuaires lui sont consacrés dans le monde.

## Les apparitions

### Historique

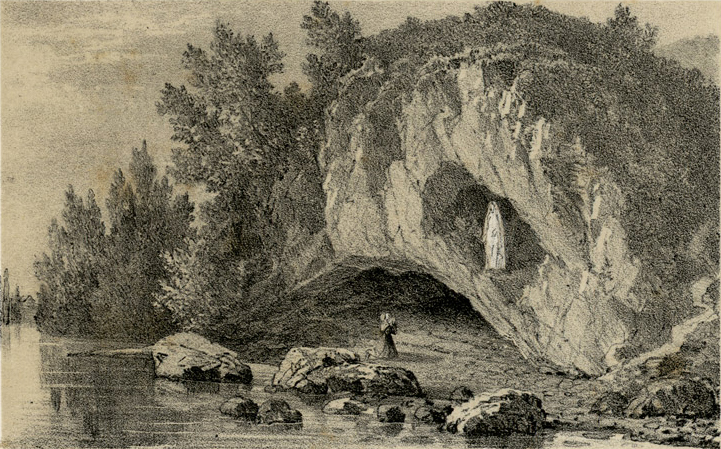
Gravure représentant Bernadette Soubirous devant la grotte de Massabielle, le 11 février 1858.

Le jeudi 11 février 1858, la jeune lourdaise Bernadette Soubirous, accompagnée de deux jeunes filles, part ramasser du bois près de la grotte de Massabielle. Elle voit « une belle dame » qu'elle nommera « aquero » (celle-là), dans une niche au-dessus de la cavité principale de la grotte. Le dimanche 14 février, elle y retourne avec d'autres enfants et voit à nouveau « aquero ». Lors des apparitions suivantes, une foule de plus en plus nombreuse se joint à elle, curieux ou dévots. Lors de la neuvième apparition le 25 février, Bernadette creuse le sol au fond de la grotte suivant les instructions de l'apparition et y trouve une source d'eau.
La foule de curieux allant augmentant, la police s'inquiète du trouble à l'ordre public et tente de faire pression sur la jeune voyante pour l'empêcher d'aller à la grotte,. Bernadette refuse de céder aux pressions, et les apparitions se poursuivent, accompagnée d'une foule qui va sans cesse croissante. Le 4 mars, ce sont près de 8 000 personnes qui sont rassemblées autour de la jeune fille. Après plusieurs interrogatoires devant le procureur et des médecins pour évaluer son état de santé mentale,, les apparitions s'espacent. Le 25 mars, la dame de l'apparition lui dit être « l'immaculée conception », une croyance proclamée dogme marial quatre ans plus tôt par Pie IX. Cela convainc le curé de Lourdes de l'authenticité de ces apparitions. Le 16 juillet, Bernadette voit pour la dernière fois la dame. Les autorités civiles font interdire l'accès à la grotte et verbalisent les contrevenants. Mais des personnalités politiques de haut rang viennent en personne voir la grotte et parfois la voyante. Napoléon III fait rouvrir l'accès à la grotte, permettant aux fidèles de poursuivre leur pèlerinage sur le site des apparitions. Très vite, de nombreux récits de guérisons miraculeuses qui seraient dues à l'eau de la source se répandent, attirant toujours plus de pèlerins.

### Reconnaissance officielle
Mgr Laurence, l'évêque du lieu, réunit une commission de théologiens, interroge Bernadette personnellement et fait enquêter durant trois ans et demi sur les apparitions et les supposés miracles,. À la suite du rapport de la commission d'enquête, le 18 janvier 1862, l'évêque de Tarbes publie un mandement : « Nous jugeons que l'Immaculée Marie, Mère de Dieu, a réellement apparu à Bernadette Soubirous, le 11 février 1858 et les jours suivants, au nombre de dix-huit fois, dans la grotte de Massabielle, près de la ville de Lourdes ; que cette apparition revêt tous les caractères de la vérité, et que les fidèles sont fondés à la croire certaine »,.

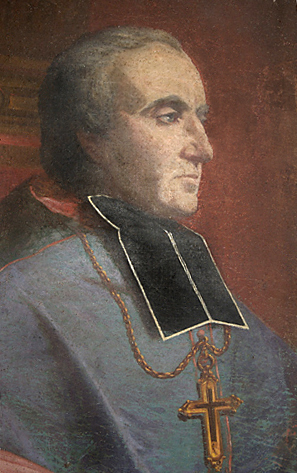
Bertrand-Sévère Laurence, évêque de Tarbes.

En 1907, la fête de « Notre-Dame de Lourde » est inscrit au calendrier liturgique, en date 11 février, au titre de mémoire facultative.

## Notoriété et influence religieuse

### Le sanctuaire de Lourdes

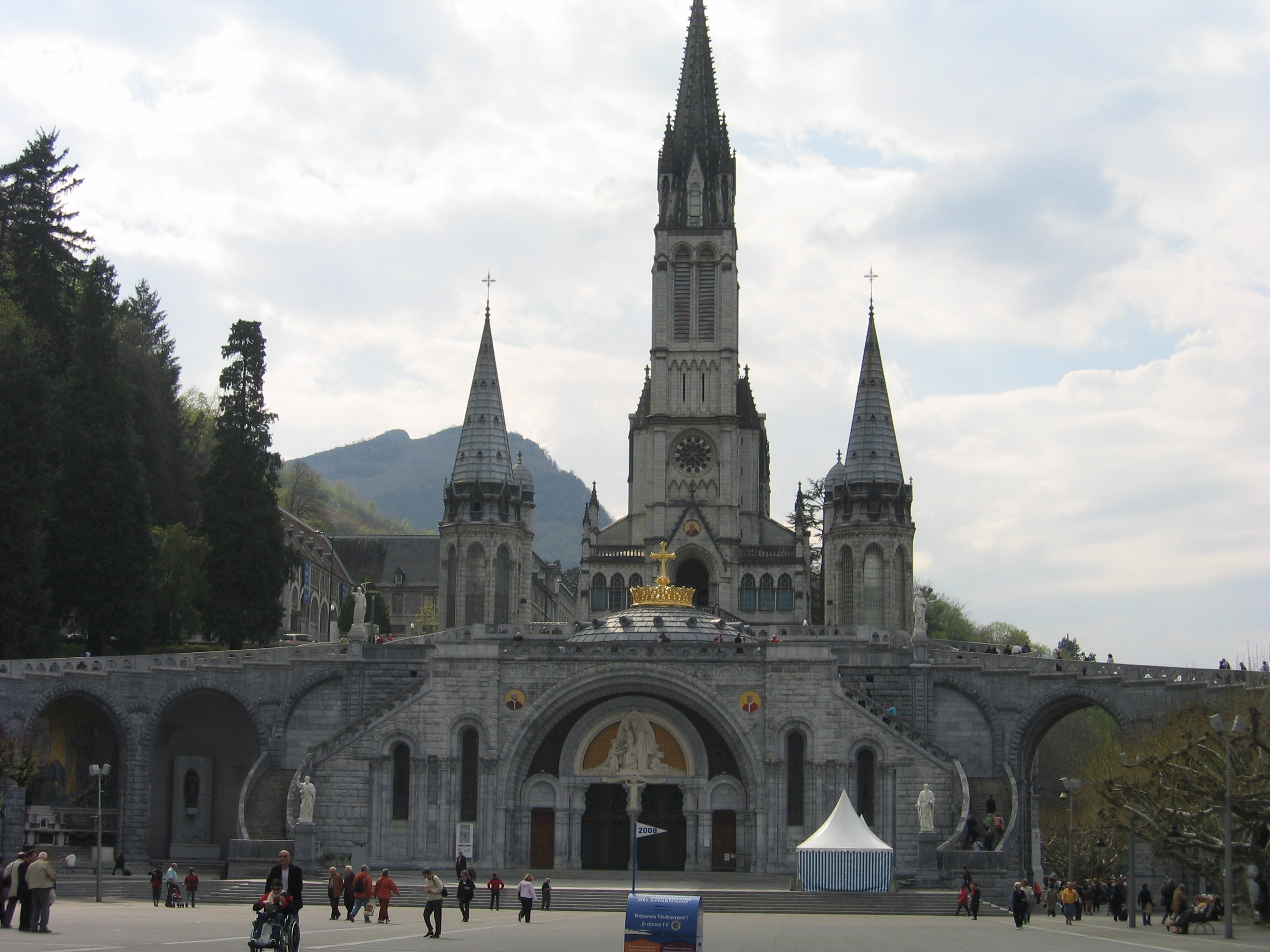
Vue des deux premières basiliques du sanctuaire.

Les terrains situés autour de la grotte et composant aujourd'hui le sanctuaire de Lourdes sont achetés par le diocèse en septembre 1861. Les travaux de construction de la première église, la basilique de l'Immaculée-Conception, débutent en octobre 1862. L'église, construite sur les plans d'Hippolyte Durand, est achevée en 1871 et consacrée en juillet 1876.
Un second édifice est mis en construction en 1883 : la Basilique Notre-Dame-du-Rosaire, sur les plans de l'architecte Léopold Hardy. Si le gros œuvre est terminé en 1889, les derniers éléments décoratifs sont mis en place en 1923. L'église est officiellement consacrée en 1901. Cette église a été construite pour répondre à l'affluence des pèlerins et au manque de place dans le premier édifice.
En 1956, toujours pour répondre à l'affluence des pèlerins, un nouvel édifice est mis en construction : la Basilique Saint-Pie-X ou « basilique souterraine ». Elle est terminée et consacrée en mai 1958 pour le centenaire des apparitions.
Le sanctuaire de Lourdes, qui accueille plusieurs millions de pèlerins et visiteurs par an,, est le plus important sanctuaire catholique de France et un des principaux lieux de pèlerinage catholique dans le monde.

### Dans le reste du monde
Si le sanctuaire de Notre-Dame de Lourdes est « le lieu de référence » de la dévotion à « Notre-Dame de Lourdes », de très nombreuses églises, chapelles, sanctuaires et copies de la grotte de Lourdes existent en France et dans le monde entier.
Exemples de basiliques et de cathédrales consacrées à la Vierge de Lourdes dans le monde (hors Lourdes) :
- Basilique Notre-Dame-de-Lourdes à Edegem (Belgique)
- Basilique Notre-Dame-de-Lourdes de Nancy (France)
- cathédrale Notre-Dame-de-Lourdes de Bobo-Dioulasso (Burkina Faso);
- cathédrale Notre-Dame-de-Lourdes de Casablanca (Maroc);
- cathédrale Notre-Dame-de-Lourdes de San (Mali) ;
- cathédrale Notre-Dame-de-Lourdes de Canela (Brésil) ;
- cathédrale Notre-Dame-de-Lourdes de Florencia à  Florencia (Colombie) ;
- cathédrale métropolitaine Notre-Dame-de-Lourdes  de Thrissur (Inde).
- Paroisse notre dame de lourdes de Rose Hill, Beau bassin ( Ile Maurice )

Exemples de reproductions de la grotte de Lourdes dans le monde :

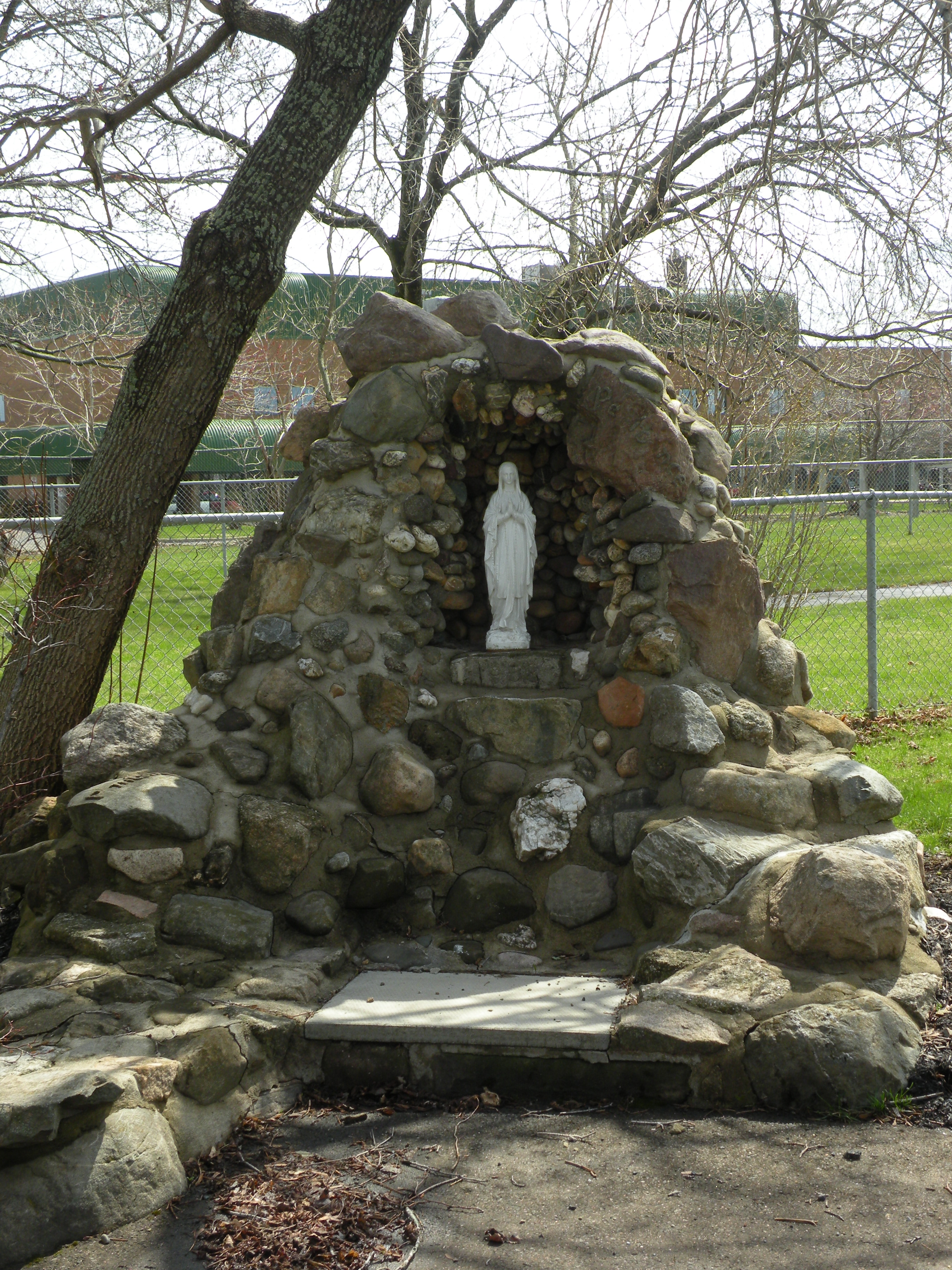
Tracadie-Sheila (Canada)
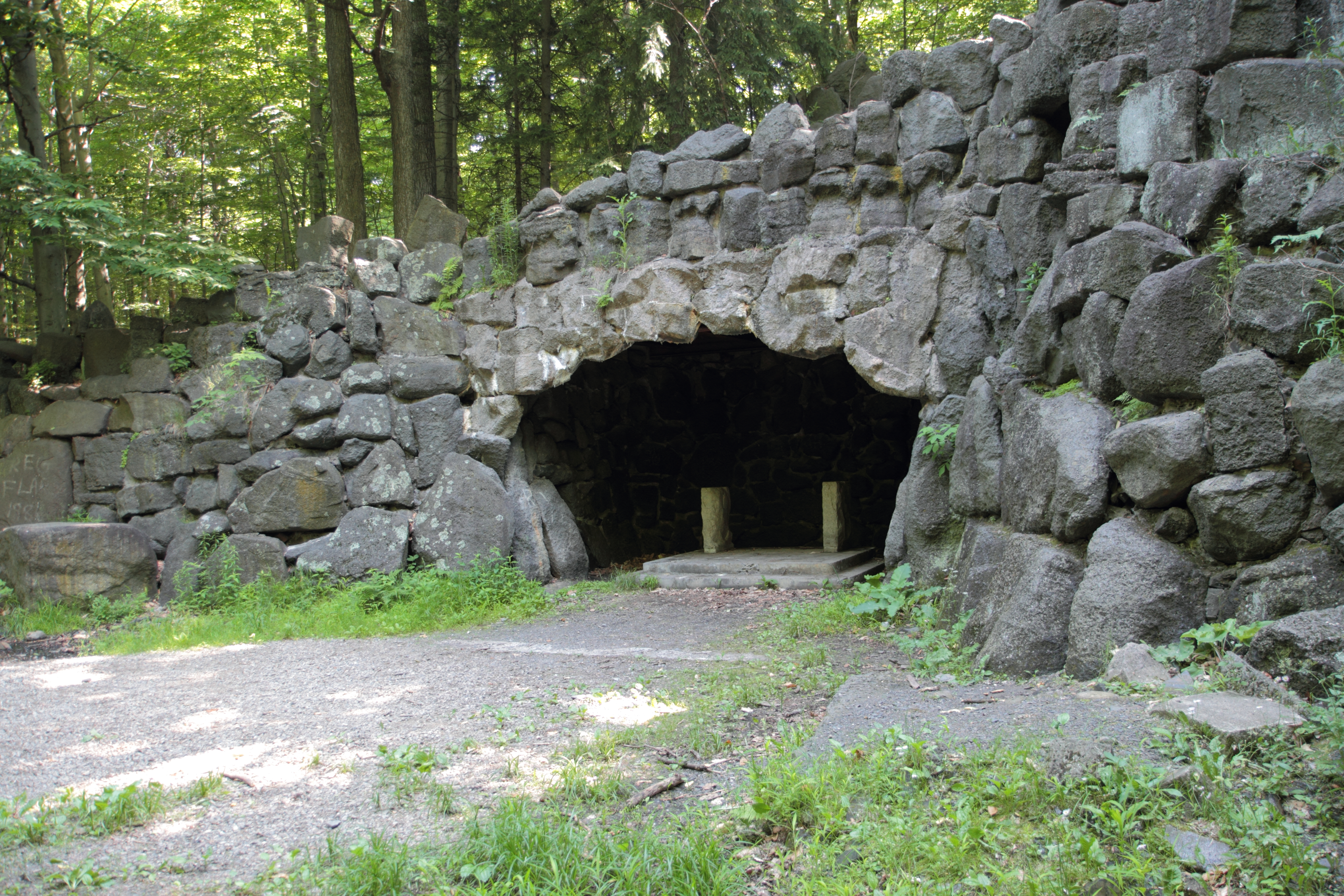
Saint-Bruno-de-Montarville (Québec)
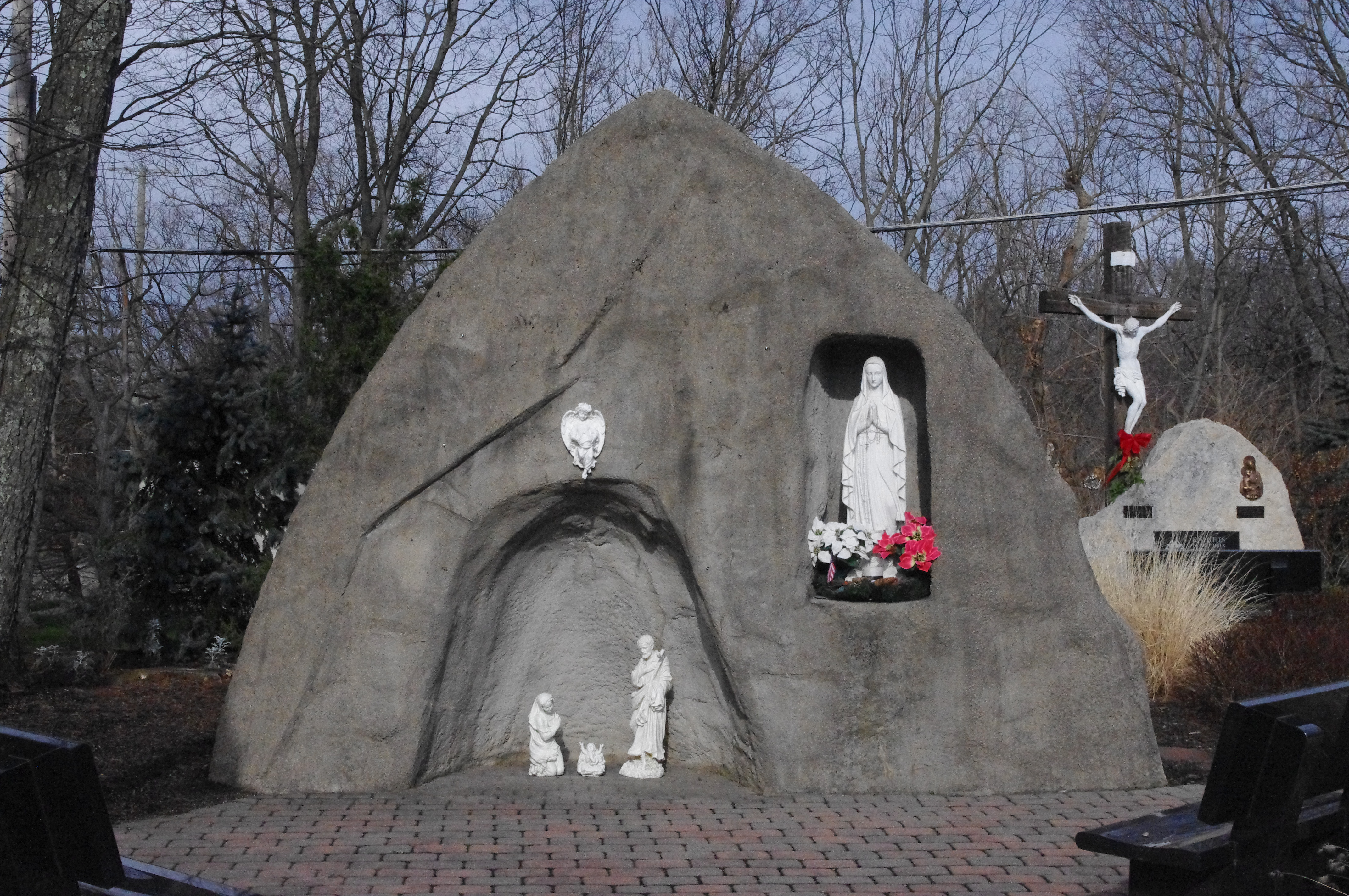
Columbus (Ohio, États-Unis)
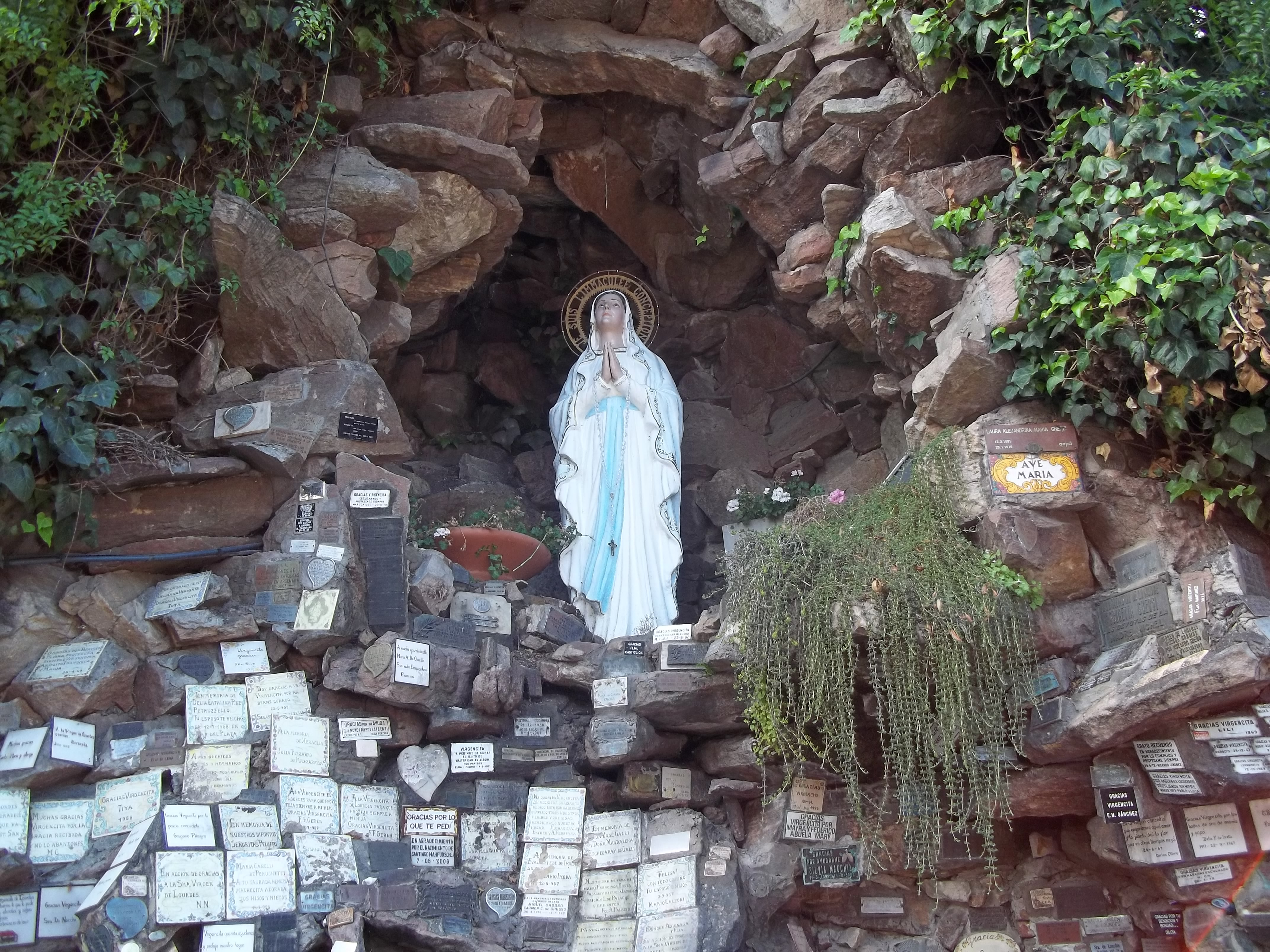
Mar del Plata (Argentine)
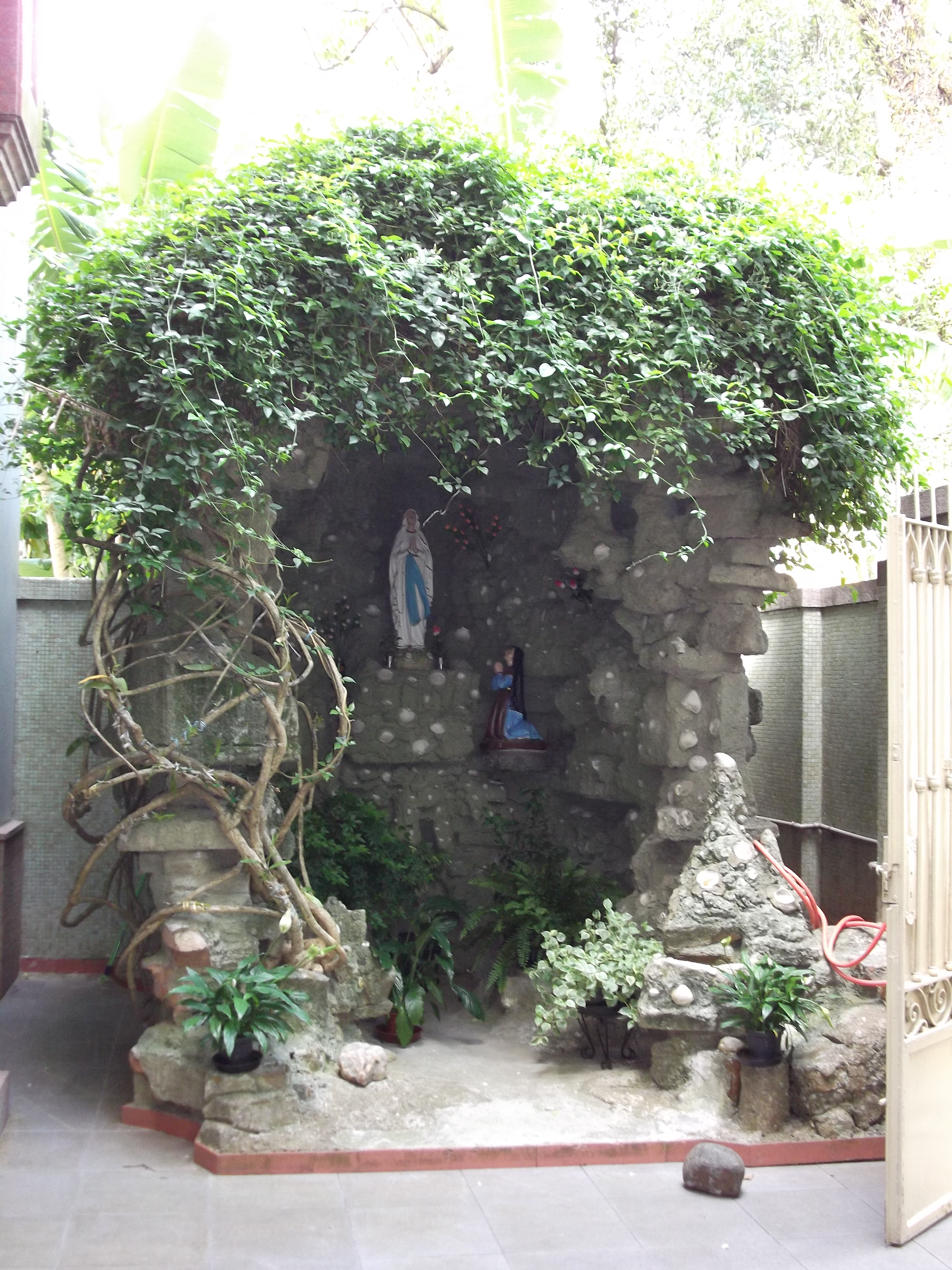
Porto Alegre (Brésil)
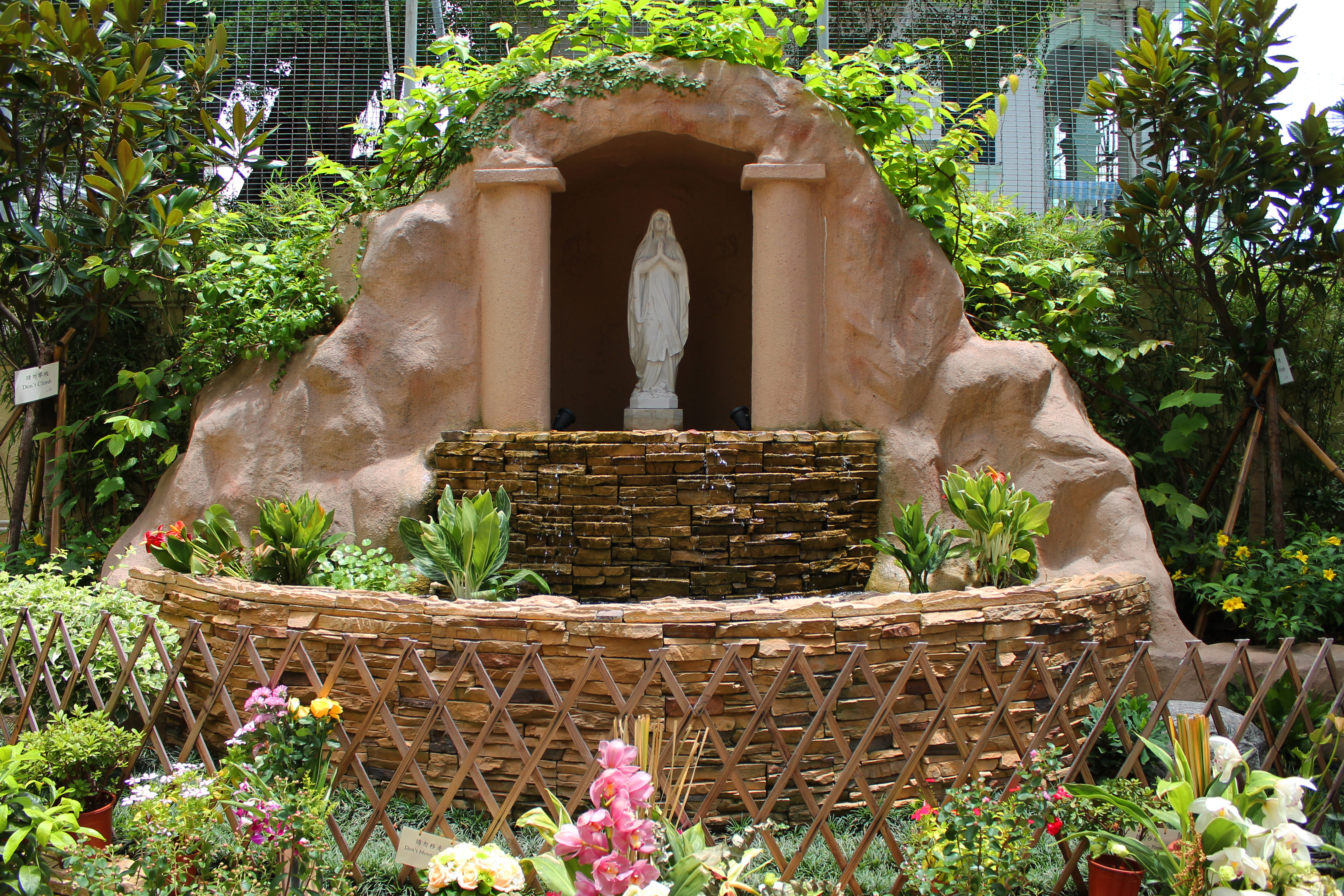
Hong Kong (Chine)
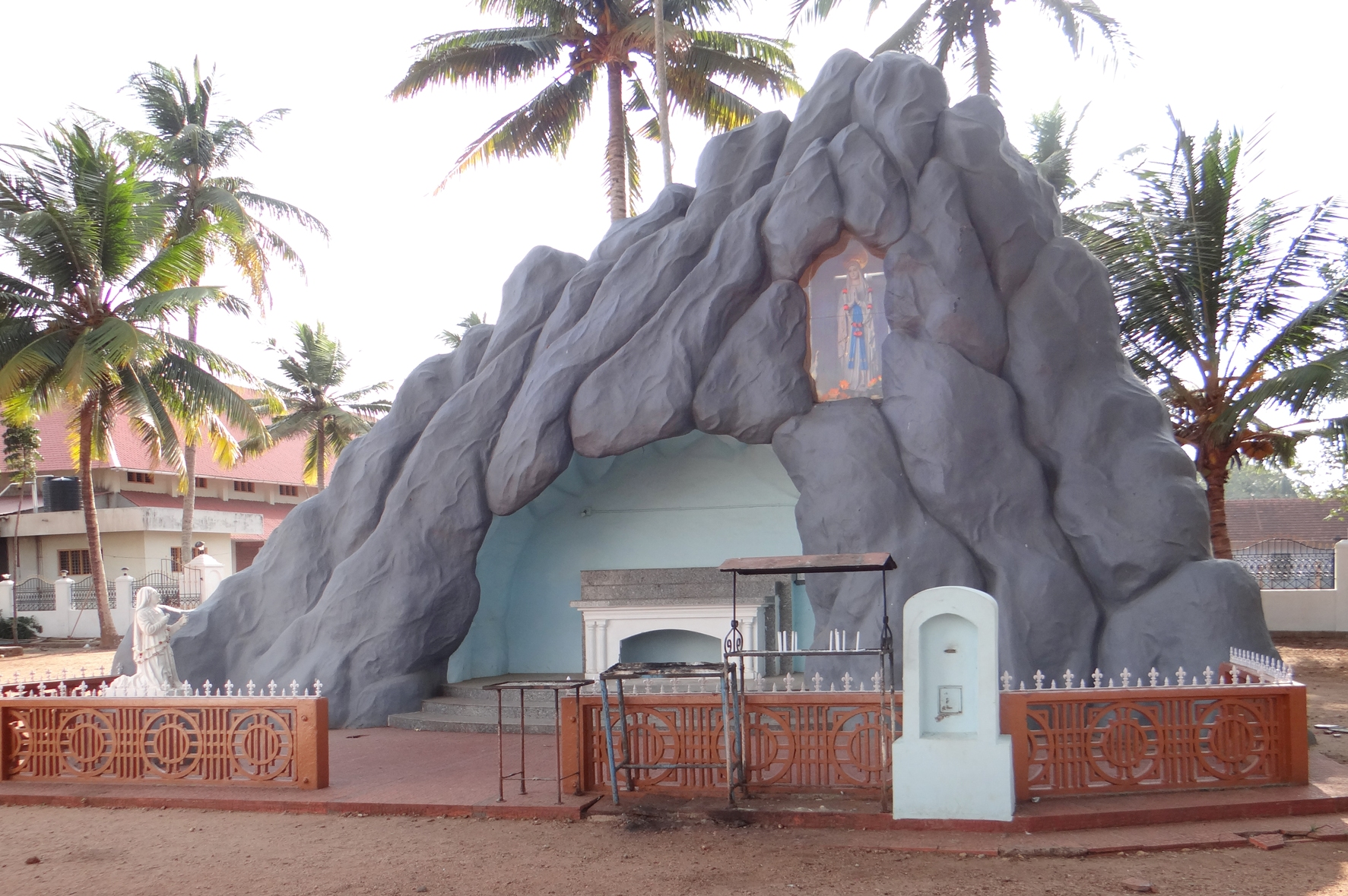
Kerala (Inde)
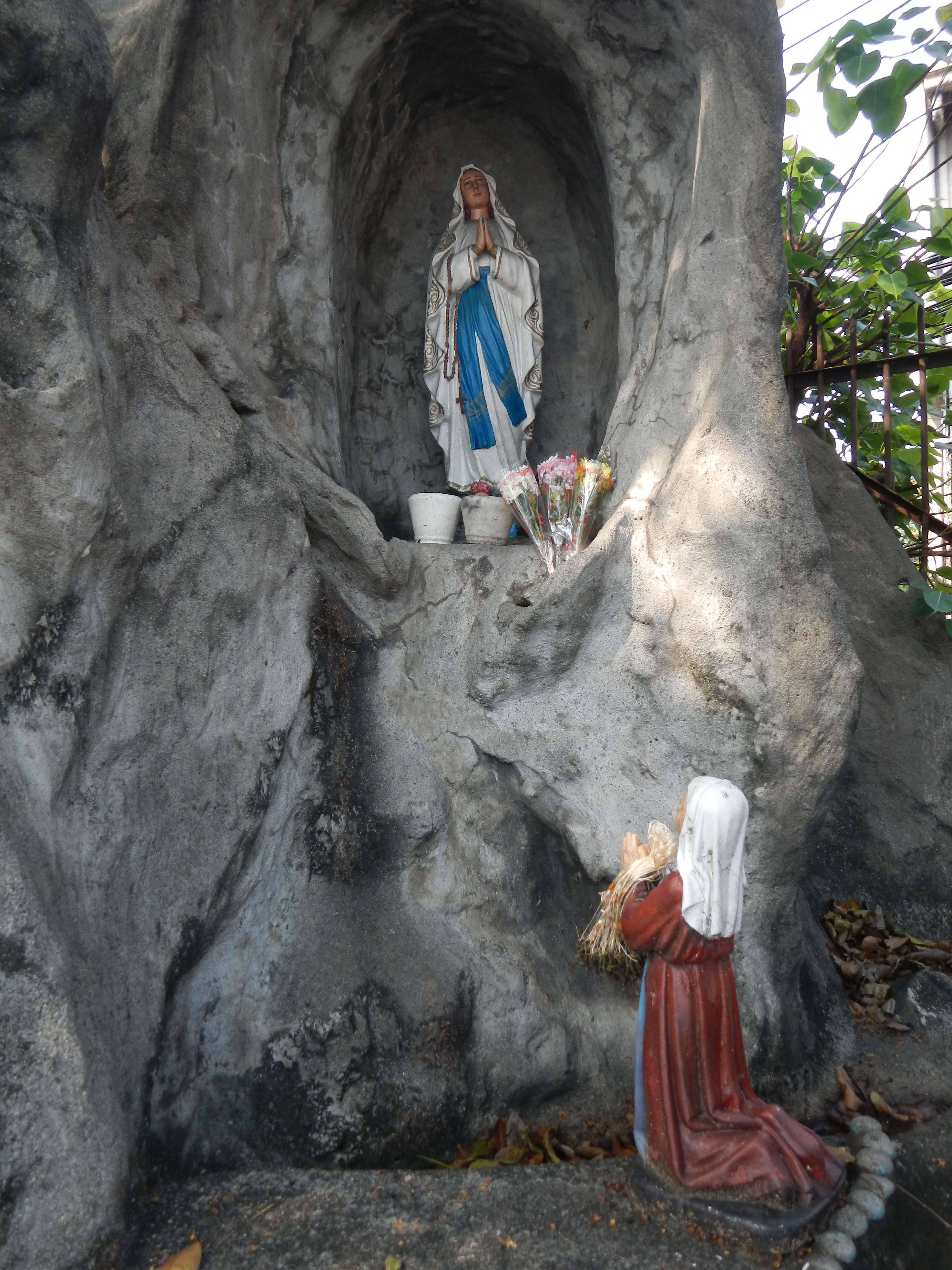
Mandaluyong (Philippines)
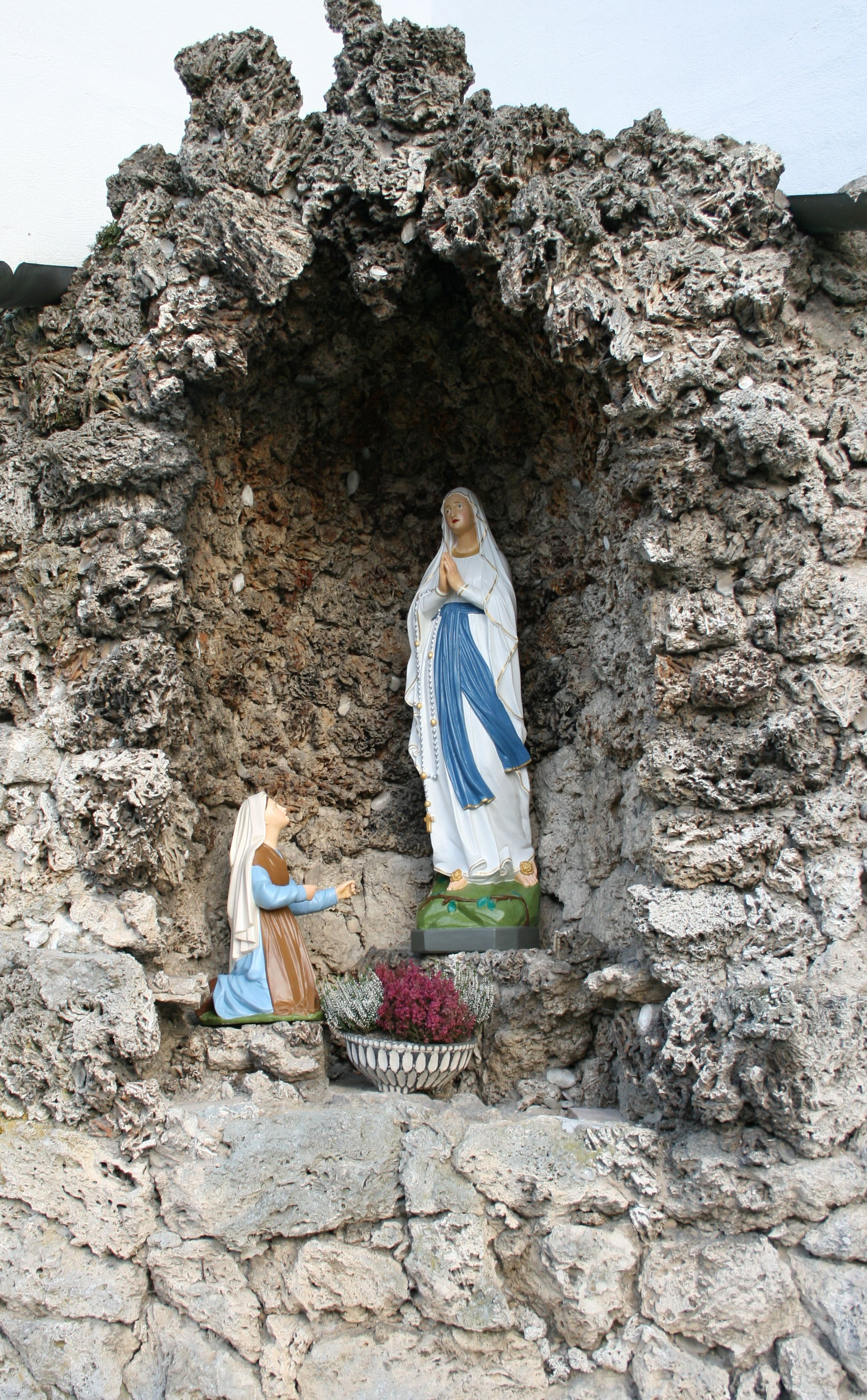
Billigheim (Allemagne)
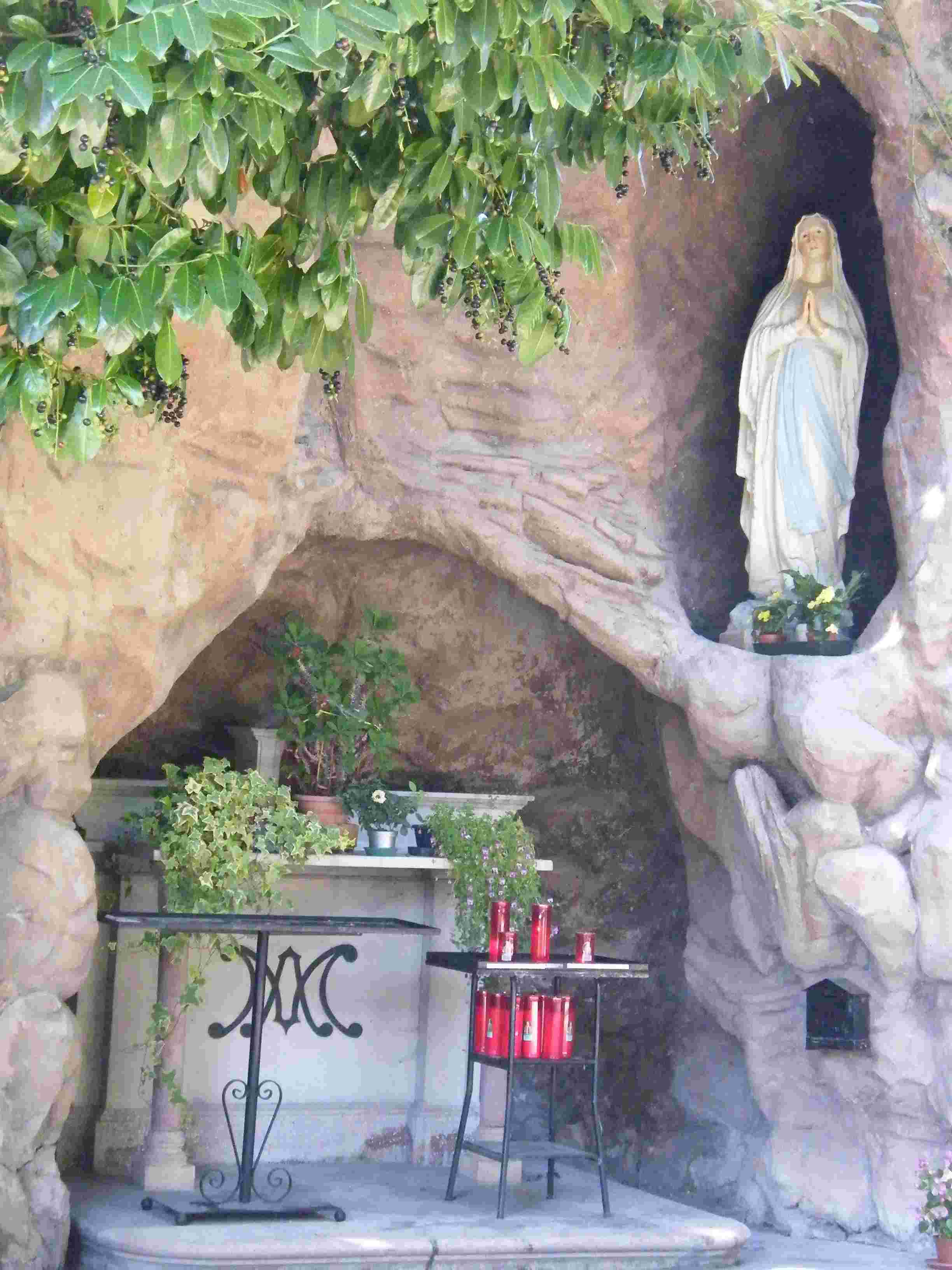
Moncrivello (Italie)
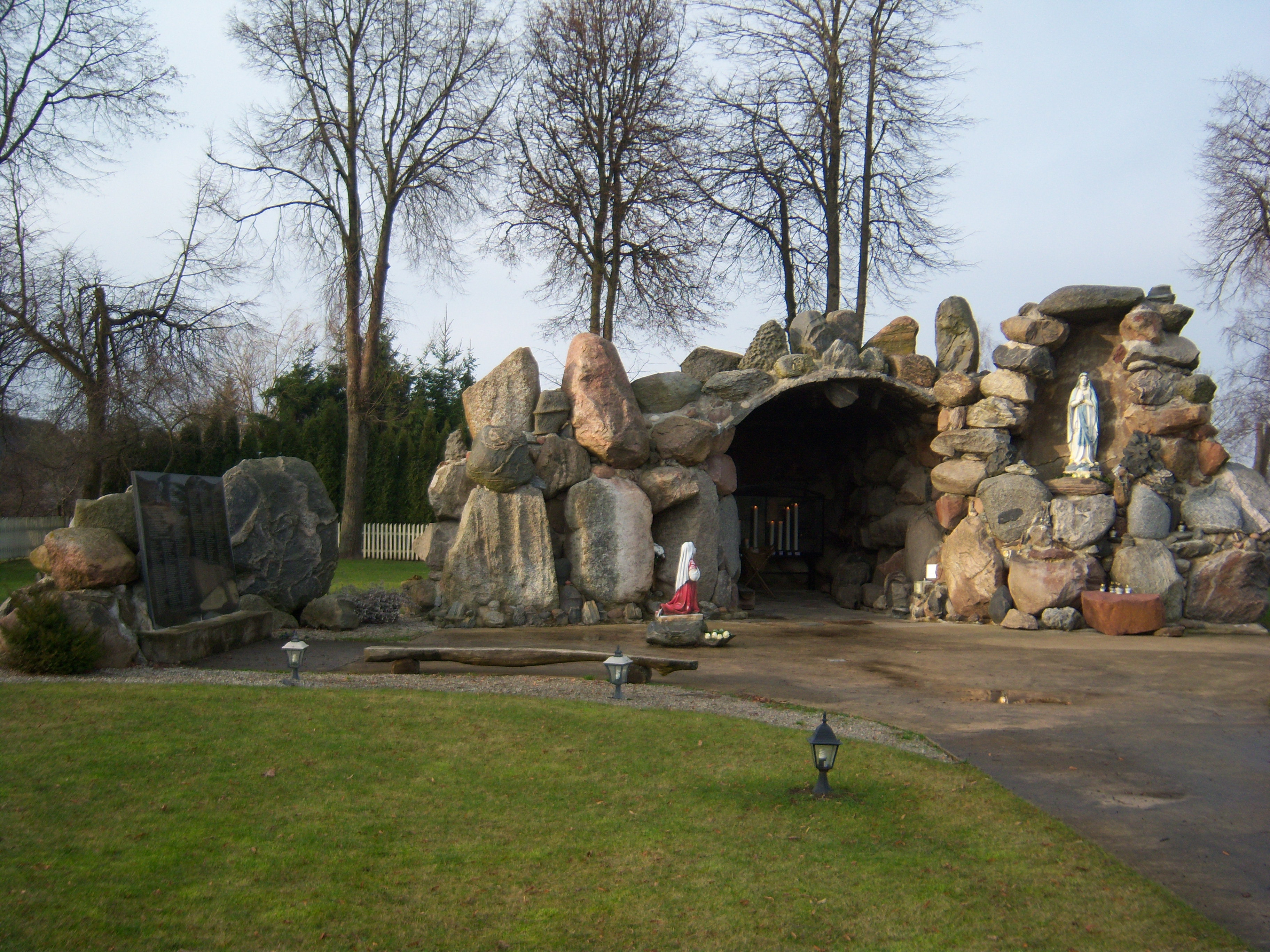
Nemakščiai (Lituanie)
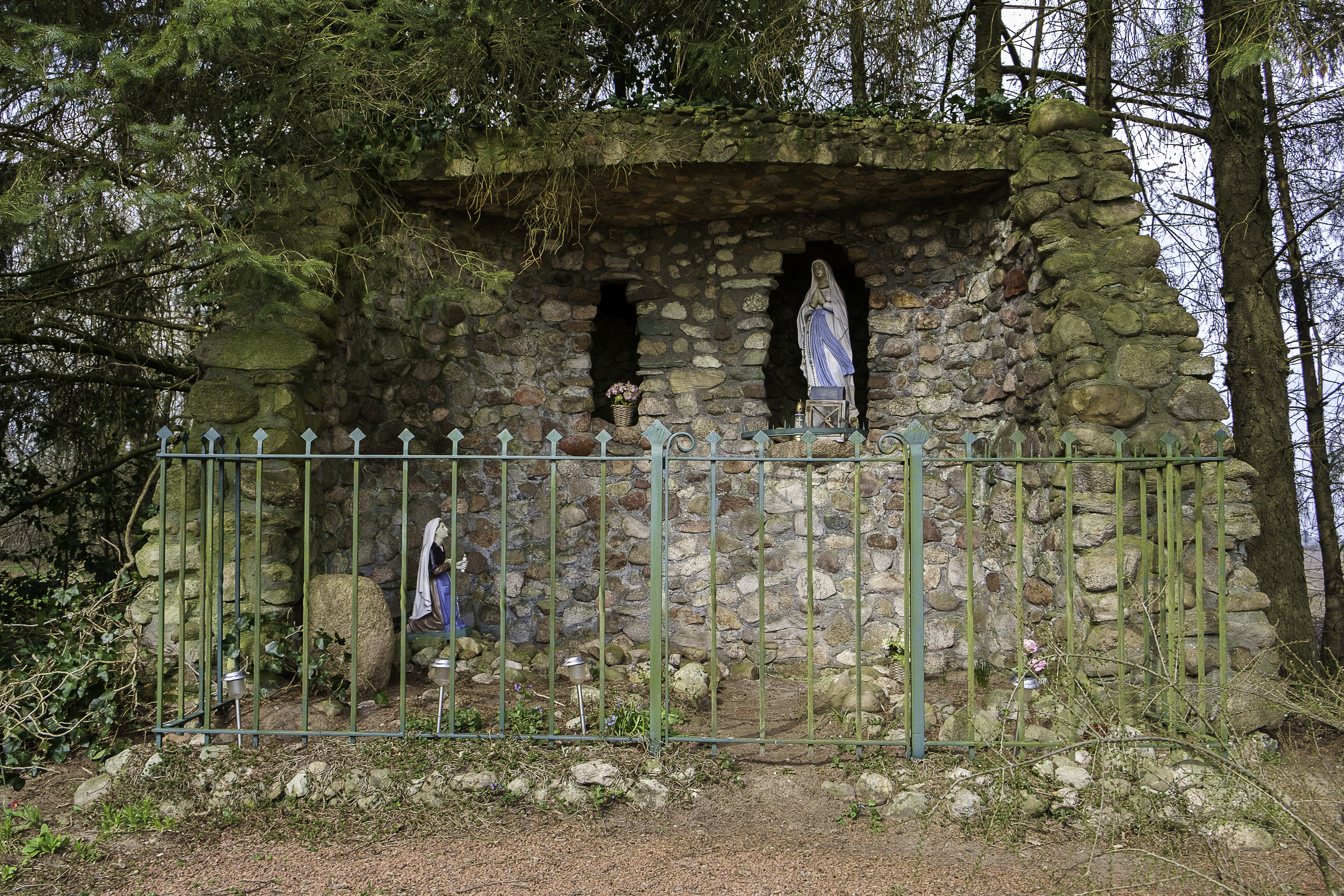
Vlagtwedde (Pays-Bas)

## Représentations
La première statue de Notre-Dame-de-Lourdes a été réalisée par Joseph-Hugues Fabisch pour la grotte de Massabielle, lieu des apparitions. Toutefois la version la plus célèbre est celle réalisée par Ignaz Raffl pour la place du Rosaire de Lourdes, qui se caractérise par une ceinture bleue dont les deux pans sont écartés. Ce modèle a servi de base, avec des variations, à de très nombreuses reproductions en France et à travers le monde.

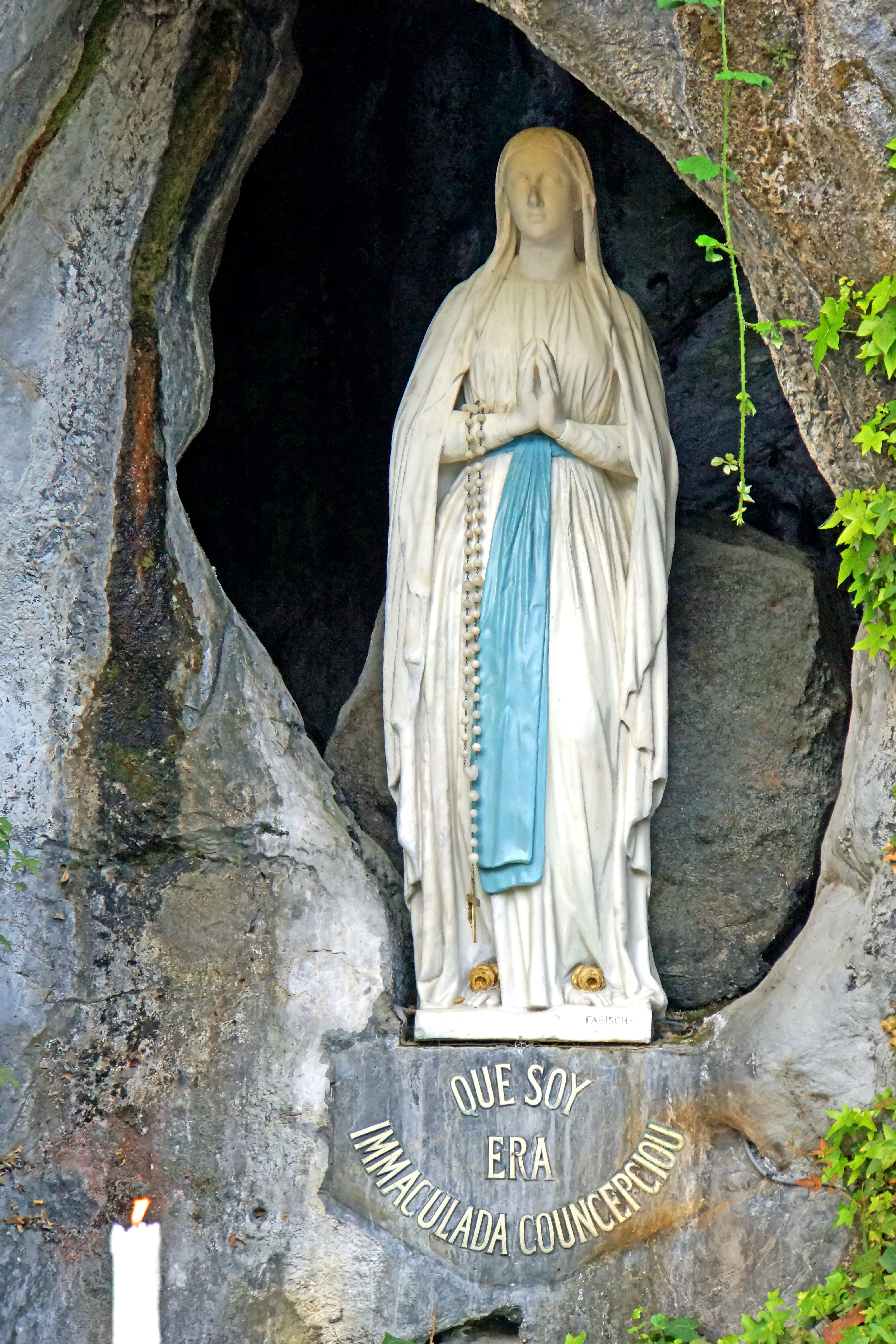
Notre-Dame-de-Lourdes dans la grotte de Massabielle
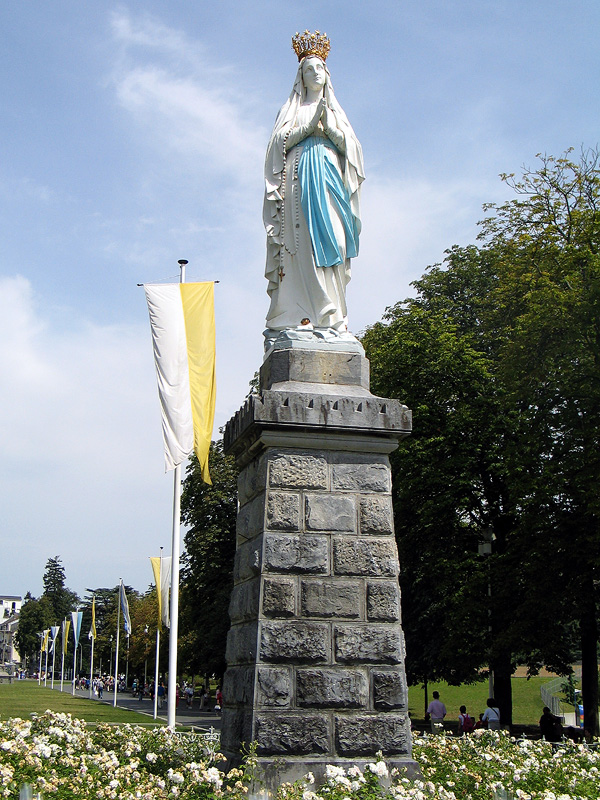
Notre-Dame-de-Lourdes sur la place du Rosaire
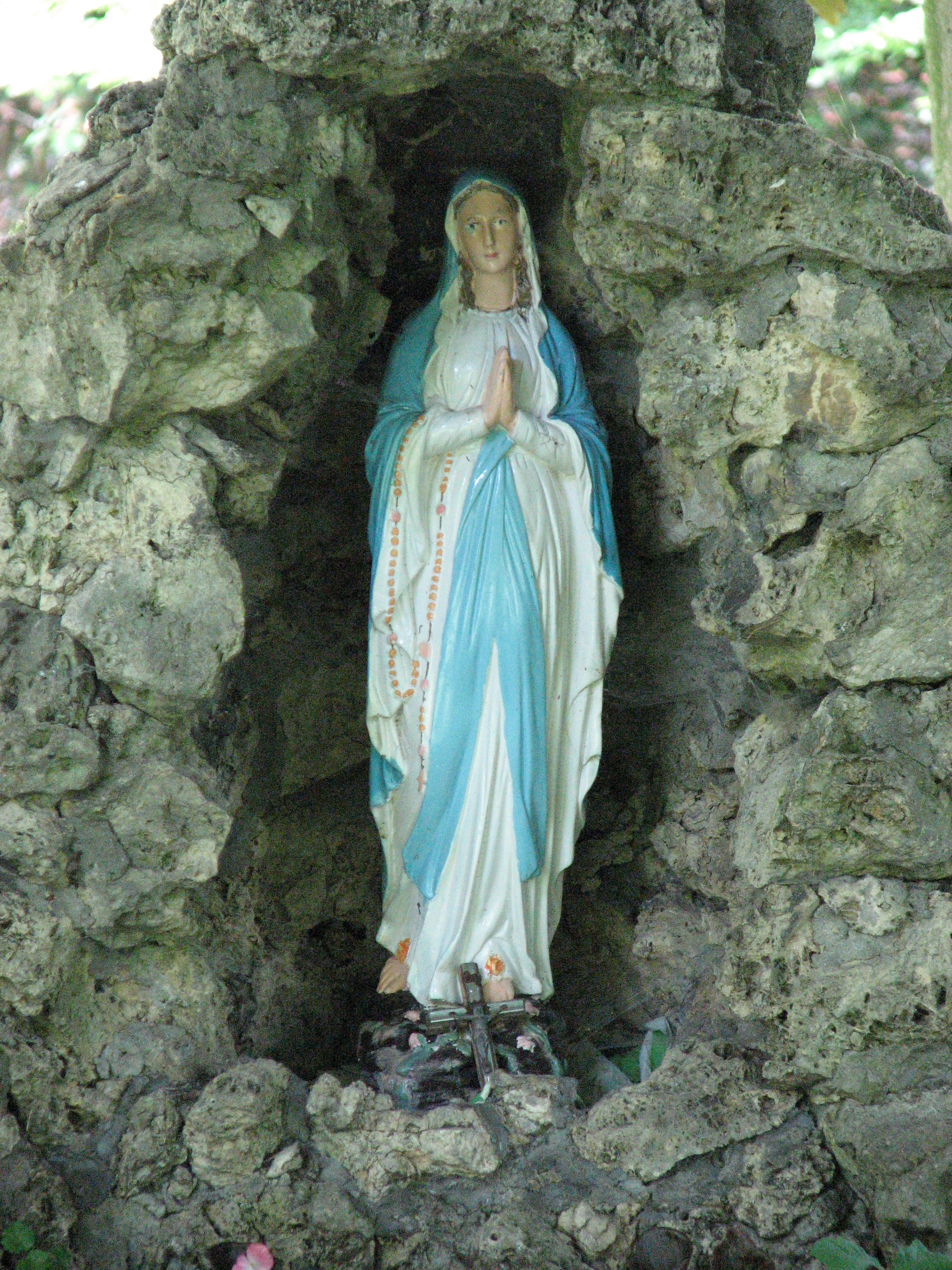
Une statuette de Notre-Dame-de-Lourdes en Pologne
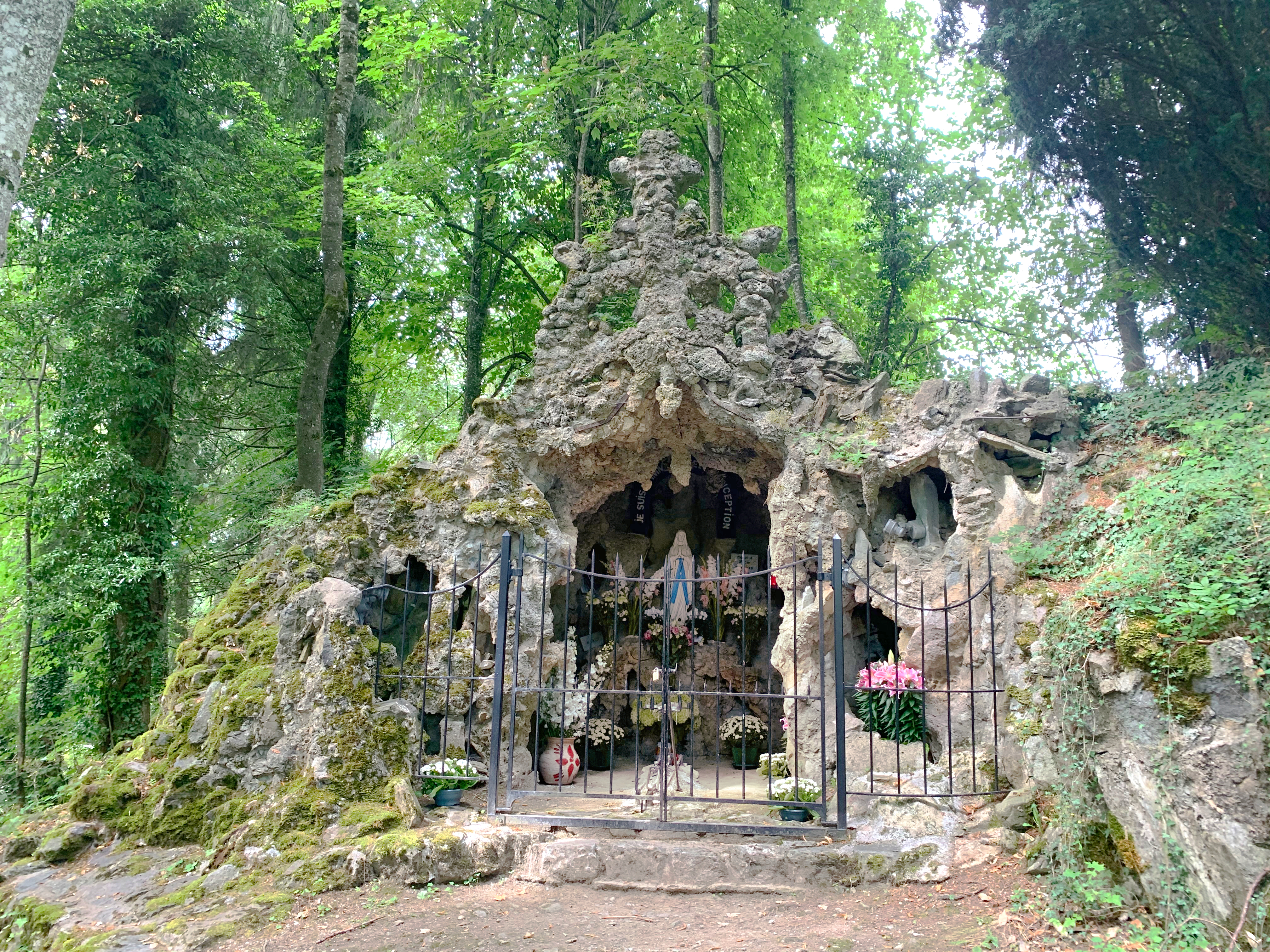
La grotte mariale de Saint-Paul-en-Chablais …
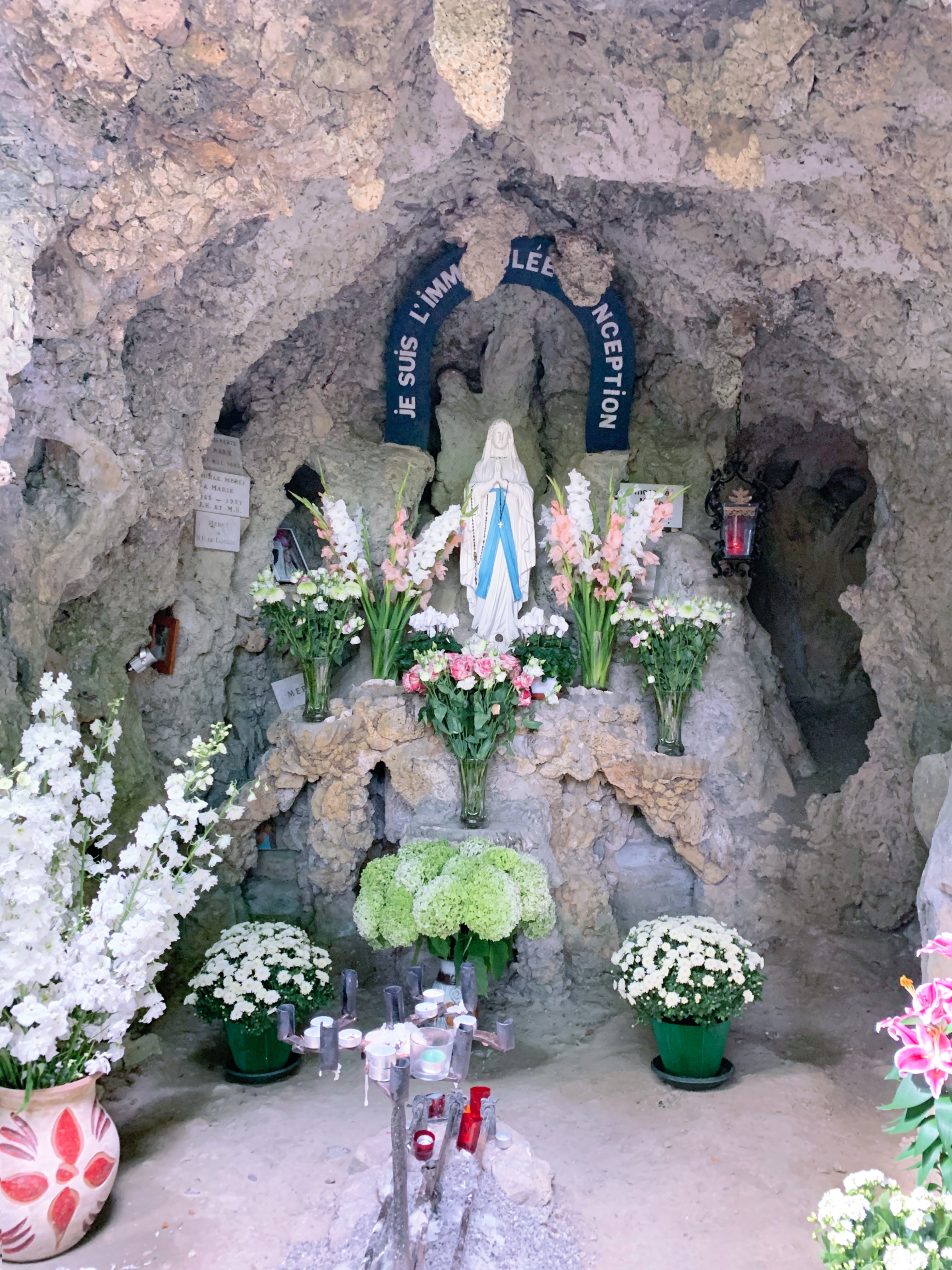
… avec sa statue de Notre-Dame-de-Lourdes sur le modèle de celle de la Maison Raffl pour la place du Rosaire de Lourdes.